# CBSA China Tour
CBSA China Tour – ogólnokrajowy cykl turniejów snookera w Chińskiej Republice Ludowej. Od sezonu 2017/18 jest to droga kwalifikacyjna do profesjonalnego World Snooker Tour. Zazwyczaj w każdym sezonie przyznawane są dwa dwuletnie karty zezwalające na grę w ramach profesjonalnego touru. W ramach CBSA Qualifiers w sezonach 2021/22 i 2023/24 wyjątkowo zaoferowano odpowiednio cztery i trzy miejsca startowe.

## Tryb rozgrywek
Turniej CBSA China Tour, znany również jako China Professional Snooker Tour, obejmuje kilka turniejów snookera w sezonie, które odbywają się w całej Chińskiej Republice Ludowej pod nadzorem Chińskiego Stowarzyszenia Bilarda i Snookera . W turnieju mogą brać udział wszyscy chińscy gracze, także ci, którzy mają już status zawodowy. W ramach programu towarzyszącego organizowane są czasem także mecze pokazowe z udziałem najlepszych europejskich graczy. Od sezonu 2017/18 seria turniejów jest wydarzeniem kwalifikacyjnym do World Snooker Tour. Na początku sezonu 2016/17 chińskie stowarzyszenie narodowe miało możliwość dokonania dwóch własnych nominacji. Wybór padł wówczas na Mei Xiwen i Rouzi Maimaiti. Zwykle przyznaje się dwa prawa do gry na dwa sezony. Kwalifikujący się zawodnicy wybierani są na podstawie rankingu CBSA China Tour, który obliczany jest na podstawie wyników turniejów: dwaj najlepsi amatorzy otrzymują prawo dołączenia do zawodowców.
W sezonie 2021/22 chińskie stowarzyszenie miało wyjątkową okazję nominować czterech zawodników. W tym celu zorganizowano osobny turniej kwalifikacyjny o nazwie CBSA Qualifiers, który odbywał się podobnie jak Q School: w dwóch turniejach po dwóch finalistów kwalifikowało się do World Snooker Tour. W sezonie 2022/23 przywrócono stary format kwalifikacji, choć w tym roku był tylko jeden kwalifikant – Peng Yisong. Przed sezonem 2023/24 odbył się kolejny turniej kwalifikacyjny. Zwycięzca pierwszego turnieju oraz finaliści drugiego turnieju otrzymywali trzy miejsca startowe w zawodowym tourze.

## Kwalifikanci
| Sezon                             | Kwalifikant 1                     | Kwalifikant 2                     |
| Nominacja chińskiego związku CBSA | Nominacja chińskiego związku CBSA | Nominacja chińskiego związku CBSA |
| --------------------------------- | --------------------------------- | --------------------------------- |
| 2016/17                           | Mei Xiwen                         | Rouzi Maimaiti                    |
| CBSA China Tour                   |                                   |                                   |
| 2017/18                           | Li Yuan                           | Niu Zhuang                        |
| 2018/19                           | Chen Feilong                      | Zhang Jiankang                    |
| 2019/20                           | Chang Bingyu                      | Bai Langning                      |
| 2020/21                           | Pang Junxu                        | Zhao Jianbo                       |
| CBSA Qualifiers (2 turnieje)      |                                   |                                   |
| 2021/22                           | Wu Yize                           | Zhang Jiankang                    |
| 2021/22                           | Cao Yupeng                        | Zhang Anda                        |
| CBSA China Tour                   |                                   |                                   |
| 2022/23                           | Peng Yisong                       | Peng Yisong                       |
| CBSA Qualifiers (2 turnieje)      |                                   |                                   |
| 2023/24                           | Jiang Jun                         | Jiang Jun                         |
| 2023/24                           | Xing Zihao                        | Long Zehuang                      |
| CBSA China Tour                   |                                   |                                   |
| 2024/25                           | Gong Chenzhi                      | Huang Jiahao                      |
| 2025/26                           | Yao Pengcheng                     | Lan Yuhao                         |